# Moinhos da Pena
Este monumento é formado pelo conjunto de 12 moinhos de vento situados em Pena e Charruada, que se destacam pelo seu enquadramento paisagístico, havendo alguns moinhos recuperados para fim turísticos.